# Cantonul Cazals
Cantonul Cazals este un canton din arondismentul Cahors, departamentul Lot, regiunea Midi-Pyrénées, Franța.

## Comune
- Les Arques
- Cazals (reședință)
- Frayssinet-le-Gélat
- Gindou
- Goujounac
- Marminiac
- Montcléra
- Pomarède
- Saint-Caprais